# Sobotkite
La sobotkite è una varietà di saponite ricca di alluminio. Fino al 1987 era considerata una specie a sé.